# Виенски камерен оркестър
Виенски камерен оркестър (на немски: Wiener Kammerorchester) е австрийски камерен оркестър. Основан е във Виена през 1946 г.
Първите му артистични директори са Франц Литшауер, Хайнрих Холрайсер, Паул Ангерер и Карло Дзеки. През 1976 – 1991 г. Филип Антремон започва традицията за изпълнение на две роли – диригент и солист. През годините гост-диригенти са Йехуди Менухин, Шандор Вег, Хайнрих Шиф и Хейнц Холигер, които допринасят за облика и стила на оркестъра. От 2008 г. диригент е Щафан Валдер, под чието ръководство камерният оркестър затвърждава международния си авторитет.
Камерният оркестър свири предимно в Концертхаус във Виена, където има свой собствен концертен цикъл. Изнася концерти в Мюзикферайн, а също така и гостува на едни от най-големите фестивали и зали в света. Многократно гостува в Принстън и редица европейски градове. През 1996 г. отбелязва 50-годишния си юбилей с голямо турне из САЩ. През следващите години гастролира в Япония, Испания, Германия, САЩ и Южна Америка. През 2016 г. гостува в България – в София (Зала „България“), Пловдив (Дом на културата „Борис Христов“) и Бургас (Драматичен театър „Адриана Будевска“), като част от Австрийски музикални седмици.